# Плућно артеријско стабло
Плућно артеријско стабло (лат. truncus pulmonalis) је крвни суд малог крвотока, који преноси крв богату угљен-диоксидом (венску крв) из срца у плућа, где се она окисдује. То је једина артерија (заједно са левом и десном плућном артеријом), која преноси венску крв.

## Особине
Плућно артеријско стабло почиње у десној комори срца, која је у овом делу левкасто проширена у артеријску купу (лат. conus arteriosus). Између плућног стабла и десне коморе налази се плућни залистак.
То је кратак, али широк крвни суд дужине 4-5 cm и ширине око 3 cm. Највећим делом лежи у срчаној марамици (око 2/3). Плућно артеријско стабло иде нагоре и позади према рачви душника. У почетку се налази испред корена аорте, а затим укршта са задње стране леву страну усходне аорте и подвлачи се кроз лук аорте.
Плућно артеријско стабло се завршава рачвом, којом је подељено на леву и десну плућну артерију. Ова рачва налази се испод лука аорте и испред рачве душника.

## Односи
Плућно артеријско стабло пројектује се у нивоу споја 2. ребра са грудном кости са леве страна. Овде је и место аускултације плућног залистка. Испод ове артерије налази се тимус (код одраслих масно ткиво тимуса). Са десне стране налази се усходна аорта, док лева страна додирује леви увасти наставак срца.
Завршне гране су лева и десна плућна артерија, које се пружају до корена одговарајућег плућног крила.

## Десна плућна артерија
Десна плућна артерија је грана плућног артеријског стабла дугачка око 5-6 cm и широка 20-25 mm. Пролази, скоро хоризонтално, од рачве плућног стабла до корена десног плућног крила. Испред ње је лук аорте, а иза је главни десни бронхија (душница). Пре плућног корена десна плућна артерија обично се дели на две мање завршне гране. Завршне гране називају се режањске гране, јер снабдевају одређена режњеве десног плућног крила.

## Лева плућна артерија
Лева плућна артерија је грана плућног артеријског стабла која се протеже од његове рачве до корена левог плућног крила. Нешто је краћа од десне. Она је кратком артеријском везом (артеријским лигаментом) повезана са аортним луком (што игра улогу у феталној циркулацији). 
Лева плућна артерија се налази испред и изнад левог главног бронха (душнице), и пролази испред грудне аорте. Њене завршне гране су такође режањске артерије које снабдевају крвљу одеређене режњеве левог плућног крила.

## Поремећаји
- Плућна хипертензија
- Инсуфицијенција плућног залистка
- Стеноза плућног залистка
- Плућна емболија
- Дуктус артериозус